# Jack Halpern (chimiste)
Jack Halpern (19 janvier 1925 - 31 janvier 2018) est un chimiste inorganique, professeur de chimie Louis Block à l'Université de Chicago. 

## Biographie
Né en Pologne, il s'installe au Canada en 1929 et aux États-Unis en 1962.
Ses recherches portent sur la Chimie organométallique mécaniste, en particulier la catalyse homogène, en commençant par les premiers travaux sur l'activation de l'hydrogène par des complexes solubles. Il contribue à l'élucidation du mécanisme de l'hydrogénation des alcènes par le catalyseur de Wilkinson et de l'étape de stéréodétermination dans certains processus d'hydrogénation asymétrique. Les domaines d'intérêt apparentés comprennent la réactivité des liaisons métal-carbone, par exemple, dans les cobalamines et les dérivés de pentacyanocobaltate.
Il est élu membre de la Royal Society en 1974. Il remporte le Prix Willard-Gibbs de l'American Chemical Society (1986) et des prix pour la chimie inorganique, la chimie organométallique et le service distingué en chimie inorganique, ce dernier en reconnaissance partielle de sa rédaction du Journal of the American Chemical Society.